# Волки (фильм, 1988)
«Волки» — советский фильм 1988 года (1991), снятый на киностудии «Узбекфильм» режиссёром Сабиром Назармухамедовым.

## Сюжет
Рустам молодой парень, который живёт один с матерью без отца. Не поступив в автодорожный институт и не найдя хоть какую-нибудь работу, он придумал оригинальный способ заработка: днём он скупает водку, прячет её в автоматической камере-хранения на вокзал, а вечером, когда алкоголь не продаётся, он находит клиентов и перепродает водку им. Но однажды открыв свободный отсек в камере хранения он обнаруживает пакетики с белым порошком… и оказывается втянутым в дела наркомафии.

## В ролях
- Фархад Махмудов — Рустем
- Аброр Шарипов — Хаким, химик-сосед
- Гульчехра Джамилова — мать Рустема
- Халил Мирходжаев — «Козырной»
- Элеонора Киселева — Майя, девушка Рустама
- Александра Муравьева — «Крыса», проститутка

В эпизодах:
- Рустам Торахонов — посетитель бара, криминальный авторитет
- Шеркузи Газиев — посетитель бара, братья-близнецы
- Агзам Газиев — посетитель бара, братья-близнецы
- Хусан Мусабаев — покупатель водки
- Фархад Хайдаров — эпизод
- Абдурауф Чарыев — эпизод
- Марат Зиганшин — эпизод
- и другие